# Drosera arenicola
Espèce
Classification phylogénétique
Drosera arenicola est une espèce végétale de la famille des Droseraceae originaire du Venezuela. Cette plante carnivore dans les savanes des plateaux aux sols sableux dans un climat tropical aux importantes amplitudes thermiques.

## Étymologie
Son nom latin Arenicola indique que cette plante aime les milieux sableux.

## Description
Drosera arenicola a environ 3 centimètres de diamètre. Ses feuilles sont rondes et spatulées, très souvent de couleur rouge vif. Elle produit de petites fleurs blanches sur une hampe florale de 4 cm de haut.